# Muerte de Starr Faithfull
Starr Faithfull (Evanston, Illinois; 27 de enero de 1906–Long Beach, Nueva York; 24 de mayo de 1931) fue una socialite estadounidense y modelo de la Agencia de Modelos Walter Thornton, cuya misteriosa muerte por ahogamiento en 1931 se convirtió en una noticia sensacionalista muy difundida. Los periódicos publicaron denuncias de que había sido abusada sexualmente de niña por Andrew James Peters, un político adinerado y prominente, exalcalde de Boston (1918-1922). Peters fue presuntamente sospechoso de su asesinato. Los investigadores no pudieron determinar si su muerte fue un homicidio o un suicidio, y su muerte sigue sin resolverse.
Faithfull fue encontrada muerta en la playa de Long Beach, en la costa sur de Long Island, en la mañana del 8 de junio de 1931. La autopsia reveló que había muerto ahogada, pero también presentaba numerosos hematomas, aparentemente causados por golpes o maltrato, y una gran dosis de sedante en su organismo. Los investigadores pensaron inicialmente que la muerte de Faithfull había sido un homicidio y que la habían empujado a aguas profundas o la habían mantenido a la fuerza bajo el agua en aguas poco profundas. Su padrastro acusó a Peters de haberla matado para evitar que revelara el abuso sexual. Sin embargo, la teoría del homicidio se puso en duda por unas cartas que Faithfull había escrito poco antes de su muerte y que sugerían que planeaba quitarse la vida. Un gran jurado se reunió para escuchar las pruebas y emitió un veredicto abierto, y el caso se cerró sin una conclusión definitiva sobre si la muerte de Faithfull fue un homicidio, un suicidio o un accidente.
La muerte de Faithfull fue noticia a nivel nacional e internacional debido a sus numerosos aspectos sensacionales, entre ellos su juventud, su belleza, su promiscuidad y su estilo de vida libertino, así como las acusaciones contra Peters. Entre las pruebas se encontraba el diario de la joven, que contenía descripciones explícitas de sus relaciones sexuales con diecinueve hombres diferentes, entre ellos uno al que ella llamaba «AJP», que se cree que era Peters. La revista Time calificó la historia como un «misterio sexual mortal» con un «nombre perfecto para la portada».
La historia de Faithfull ha inspirado varias obras de ficción, la más conocida fue la novela de John O'Hara de 1935 BUtterfield 8. El caso ha sido explorado en numerosos libros de no ficción, entre ellos el libro de crímenes reales de 1990 del historiador británico Jonathan Goodman, The Passing of Starr Faithfull, que ganó el premio Gold Dagger.

## Familia
Starr Faithfull nació como Marian Starr Wyman (apodada «Bamby») en Evanston, ciudad ubicada en el condado de Cook de Illinois, el 27 de enero de 1906. Era la primera hija de Frank Wyman II, un banquero de inversiones, y su esposa Helen MacGregor Pierce. En 1907, la familia se mudó a Montclair (Nueva Jersey), donde nació su segunda hija, Elizabeth Tucker «Sylvia» Wyman, en 1911.
La madre de Starr, Helen, provenía de una familia rica y socialmente establecida, pero su padre, Frank, perdió su fortuna antes de que ella se casara, lo que la dejó en una situación pobre. Su prima Martha se había casado con Andrew James Peters, un político de carrera que fue miembro de la Cámara de Representantes y del Senado de Massachusetts, congresista de los Estados Unidos, subsecretario del Tesoro bajo la presidencia de Woodrow Wilson y alcalde de Boston de 1918 a 1922. Como alcalde, Peters fue conocido por no haber podido evitar la huelga de la policía de Boston de 1919, lo que contribuyó a aumentar la notoriedad nacional del gobernador de Massachusetts, Calvin Coolidge. Coolidge fue posteriormente elegido vicepresidente y presidente de los Estados Unidos. Peters también era amigo de Franklin D. Roosevelt, que era gobernador de Nueva York en el momento de la muerte de Starr y que también llegó a ser presidente.
Helen y sus hijas visitaban con frecuencia a sus acaudalados parientes de Massachusetts, entre ellos Peters y su esposa Martha. La familia Peters fue una de las que ayudó a mantener a los Wyman, dando dinero a Helen y pagando la educación privada de sus hijas. Starr asistió a una escuela privada en Brookline, Massachusetts, hasta 1921, cuando se matriculó en la Rogers Hall School de Lowell. Pasaba los veranos con la familia Peters en su casa. Andrew solía llevarse a la joven de viaje a solas con él, durante los cuales los dos se alojaban en hoteles.
En el invierno de 1923-1924, Starr abandonó la Rogers Hall School durante las vacaciones de Navidad y nunca regresó, a pesar de que sus parientes habían pagado el trimestre de primavera. En ese momento, solo le faltaban cinco meses para graduarse. Sus padres se divorciaron en 1924 y, al año siguiente, su madre se casó con Stanley Faithfull; sus hijas adoptaron el apellido de este. Stanley, viudo y anteriormente casado con la institutriz de Leverett Saltonstall, era un inventor y empresario autónomo que fracasó en numerosas iniciativas empresariales y ganaba poco o nada de dinero. También tenía antecedentes de presentar demandas por dinero. Los Faithfull se establecieron inicialmente en West Orange (Nueva Jersey), pero perdieron su casa, hipotecada en gran medida, por ejecución hipotecaria y se mudaron a un apartamento en el número 12 de St. Luke's Place, en la ciudad de Nueva York. Esta era su residencia en el momento de la muerte de Starr en 1931. Jimmy Walker, entonces alcalde de la ciudad de Nueva York (de 1926 a 1932), vivía a pocas casas de distancia, en el número 6 de St. Luke's Place.

## Presunto abuso por parte de Andrew Peters

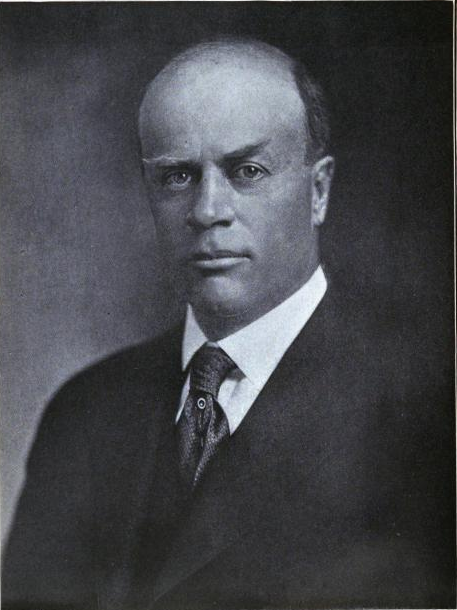
Andrew J. Peters, cuando era alcalde de Boston en 1918.

Durante su adolescencia, Faithfull comenzó a mostrar signos de trastornos emocionales. Finalmente, recibió tratamiento psiquiátrico, incluyendo una breve estancia voluntaria en el Channing Sanitarium, un hospital psiquiátrico en Wellesley (Massachusetts). En junio de 1926, Faithfull reveló a su madre que Peters había estado abusando sexualmente de ella durante años, desde que tenía 11 años. Faithfull alegó que Peters le leía instrucciones sexuales escritas por Havelock Ellis y la drogaba con éter antes de abusar de ella.
Stanley contrató a un abogado y, en 1927, negoció un acuerdo escrito con Peters, por el que este pagó a los Faithfull 20 000 dólares, supuestamente para cubrir la atención médica y la rehabilitación de Starr, a cambio de mantener el abuso en secreto. Aunque el documento del acuerdo establecía que se trataba de un pago único, los Faithfull recibieron varios pagos adicionales importantes de Peters y es posible que le estuvieran extorsionando. La cantidad total pagada por Peters se ha estimado en unos 80 000 dólares. Estos pagos parecían ser la única fuente de ingresos de la familia Faithfull. Más tarde se descubrió que los Faithfull se habían puesto en contacto con Peters y otras personas cercanas a él justo antes de la desaparición de Starr y le habían enviado una carta mientras ella estaba desaparecida, pidiéndole más dinero.
Según el autor Jonathan Goodman, el expediente policial indicaba que, en 1931, unos gánsteres ajenos a los Faithfull también se habían enterado del supuesto abuso y habían utilizado esta información para extorsionar a Peters poco antes de la muerte de la joven. Russel Crouse, que escribió uno de los primeros relatos policíacos reales sobre el caso, afirmó que los investigadores «encontraron algunas pruebas de que alguien ajeno a la familia Faithfull había oído la historia y había intentado aprovecharla en Boston».

## Estilo de vida
Tras la muerte de Faithfull, los investigadores descubrieron que su madre y su padrastro, siguiendo el consejo de los médicos, habían pagado al artista Edwin Megargee para que fuera su «tutor sexual» y le enseñara a tener relaciones sexuales normales tras sus traumáticas experiencias con Peters. El dinero recibido de Peters también se utilizó para enviarla de crucero por el Mediterráneo, las Indias Occidentales y, en cinco o seis ocasiones, al Reino Unido, donde permaneció durante largas estancias en Londres. Cuando no estaba de crucero, Faithfull asistía regularmente a las fiestas de «bon voyage» que se celebraban en los transatlánticos en el puerto antes de su salida de Nueva York, donde solía socializar con los oficiales de los barcos. En un momento dado, afirmó estar comprometida con un oficial, quien lo negó y la dejó abandonada en Londres sin dinero. Faithfull visitaba regularmente clubes nocturnos y bares clandestinos, bebía y consumía drogas, y una vez estuvo a punto de sufrir una sobredosis de somníferos. En marzo de 1931, fue ingresada brevemente en el Hospital Bellevue después de ser encontrada borracha, desnuda y golpeada en una habitación de hotel de Nueva York; se había registrado en el hotel como «Joseph Collins y esposa», con un hombre al que aparentemente acababa de conocer.
El 29 de mayo de 1931, pocos días antes de su muerte, Faithfull asistió a una fiesta en el transatlántico RMS Franconia de la Cunard Line para ver al médico del barco, el doctor George Jameson-Carr. Llevaba tiempo enamorada de él y lo consideraba el amor de su vida, aunque él no correspondía a sus sentimientos. Después de que Carr obligara a Faithfull a abandonar su salón porque el barco estaba zarpando, ella permaneció en cubierta cuando el Franconia abandonó el muelle, a pesar de no tener billete (que en ese momento no podía permitirse). Al ser descubierta, fue expulsada por la fuerza del barco y enviada de vuelta al muelle en un remolcador, gritando: «¡Mátame! ¡Tírame por la borda!». Los periódicos y los amigos de Faithfull informaron más tarde de que había intentado viajar de polizón para estar con Carr y volver a Londres. Sin embargo, en una carta a Carr, escribió que no tenía intención de viajar de polizón y que simplemente se había emborrachado demasiado para desembarcar.

## Muerte
En los días previos a su desaparición y muerte, Faithfull mantuvo una apretada agenda social. Fue vista por numerosos testigos, entre ellos amigos y familiares, así como taxistas y otros desconocidos. Su familia la vio por última vez la mañana del viernes 5 de junio de 1931, cuando salía de casa con el mismo vestido que llevaba cuando fue encontrada. Los investigadores descubrieron que, después de salir de casa ese día, realizó varios viajes a transatlánticos atracados en el puerto de Manhattan, donde visitó a oficiales de barco. Tras pasar la noche con uno de ellos, tomó un taxi a última hora del viernes por la noche y, al parecer, desapareció. Fue encontrada muerta en una playa de Long Island la mañana siguiente, el lunes 8 de junio.

### Acontecimientos previos al hallazgo del cadáver

#### Jueves, 4 de junio de 1931
Tras la muerte de Faithfull, un taxista y otros testigos informaron de que, en la tarde del jueves 4 de junio, una mujer ebria, a la que más tarde reconocieron como Faithfull, fue ayudada a subir a un taxi frente al Chanin Building, en la esquina suroeste de 42nd Street y Lexington Avenue de Manhattan. El taxista testificó que ella se detuvo para comprar más alcohol durante el trayecto y que él la llevó a Flushing, un barrio ubicado al norte de Queens, en busca de una casa determinada, pero ella no pudo encontrarla. Faithfull se bajó del taxi en una farmacia situada en la 33rd Avenue y la 163rd Street.
La noche del 4 de junio, Faithfull le dijo a su madre y a su hermana que había asistido a una fiesta organizada por el editor Bennett Cerf para la actriz Miriam Hopkins (a quien confundió con la actriz Peggy Hopkins Joyce) en la oficina de Cerf, en el número 20 de la 57th Street, en Manhattan. Según su madre, mencionó que había visto a dos amigos suyos, los actores «Bruce Winston» y «Jack Greenaway», en la fiesta, y dijo que se reuniría con ellos también la noche siguiente. Otro amigo, Charles Young Roberts, dijo más tarde que Faithfull había pasado la noche del 4 de junio con él en el Roosevelt Hotel, visitando un bar clandestino y dando un paseo en taxi.

#### Viernes, 5 de junio de 1931
La familia de Faithfull informó de que la vieron por última vez salir de su apartamento en St. Luke's Place a las 9:30 de la mañana del viernes 5 de junio, vestida con un costoso vestido de seda, sombrero, guantes, zapatos y medias, y llevando un bolso y un abrigo. Tenía 3 dólares y pensaba hacerse la permanente. Según su familia, Faithfull nunca regresó a casa.
Un vendedor de periódicos situado cerca de la estación de metro de la 9th Street, esquina con Greenwich Village, del que Faithfull era cliente habitual, dijo que le vendió un periódico a las 11:30 de la mañana. Pasado el mediodía, cerca de la una, el taxista Murray Edelman dijo que la joven, a quien reconoció por el incidente de Franconia varios días antes, se había subido a su taxi cerca de Chelsea Piers (desde donde partían los barcos de la Cunard y otros transatlánticos de pasajeros) con un hombre vestido con el uniforme de la naviera, al que ella llamaba «Brucie». Ella le dijo al hombre que lo vería en el muelle a las cuatro de la tarde, pero el hombre le dijo que no volviera. Edelman dijo que la llevó a su casa en 12 St. Luke's Place, aunque no la vio entrar en la casa (y su familia dijo que no había regresado a casa). Llevó al hombre de vuelta al muelle. Alrededor de las 14:00, Faithfull, que aparentemente había regresado a los muelles y ahora parecía estar ebria, fue nuevamente subida al taxi de Edelman por el mismo hombre, quien le dijo a Edelman que la llevara de vuelta a St. Luke's Place y que no la dejara volver a los muelles. Sin embargo, ella se bajó después de unas pocas cuadras porque solo tenía diez centavos, lo que no era suficiente para pagar el viaje. Edelman la vio caminando de regreso en dirección al muelle.
Una empleada de un salón de belleza en la terminal Grand Central dijo que una «señorita Faithfull» había visitado el salón el 5 de junio entre las 14:30 y las 15:00 y le había hablado sobre una cita. Una conocida de Faithfull también informó haberla visto en la terminal aproximadamente a la misma hora. Más tarde, fue vista a bordo del transatlántico RMS Mauretania de la Cunard, pero también fue vista abandonando el barco antes de su salida a las cinco de la tarde hacia las Bahamas.
Carr y Roberts dijeron más tarde que, después de visitar el Mauretania, Faithfull había visitado otro transatlántico de Cunard en el puerto, el RMS Carmania, al que Roberts estaba asignado en ese momento. Él confirmó que el 5 de junio entretuvo a Faithfull a bordo del Carmania desde aproximadamente las 17:30 horas hasta después de las diez de la noche, incluyendo una comida ligera a las 20:30 horas. Ella había dicho que quería viajar a Calcuta y París, donde, según ella, tenía una amiga que le había dejado algo de dinero en herencia. Roberts dijo que, poco después de las diez de la noche, le dio a Faithfull un dólar para el taxi y la subió a uno cerca del muelle 56, supuestamente para llevarla a otro transatlántico, el SS Île de France, en el que ella tenía previsto asistir a una fiesta. Un agente de policía que reconoció a Faithfull por el incidente del Franconia la vio subir al taxi.

#### Sábado 6 y domingo 7 de junio de 1931
Informantes de la policía dijeron más tarde a los investigadores que el sábado 6 de junio se había visto a una mujer que coincidía con la descripción de Faithfull con un acompañante masculino en el Tappe's Hotel de Island Park, cerca de Long Beach. Es posible que tuviera una discusión con su acompañante o que se marchara con un grupo de otros hombres. El hotel era un lugar de encuentro favorito de los mafiosos y contrabandistas de Nueva York, entre ellos Bill Dwyer, Vannie Higgins y Dutch Schultz.
Después de que la familia de Faithfull no lograra localizarla en la tarde del sábado 6 de junio, su padrastro denunció su desaparición a la Oficina de Personas Desaparecidas del Departamento de Policía de Nueva York (NYPD). Sus padres también enviaron una carta a Peters el 7 de junio informándole de que su hija había desaparecido, solicitándole dinero una vez más.

### Hallazgo del cadáver: lunes 8 de junio de 1931
En la mañana del lunes 8 de junio, alrededor de las 6:30, un recolector de objetos abandonados en la playa encontró el cadáver de Faithfull en Long Beach, en la playa cercana a Minnesota Avenue. Cuando la encontraron, solo llevaba puesto su vestido, medias de seda y una faja con tirantes que sujetaba las medias, sin otra ropa interior.
El resto de su ropa exterior y accesorios habían desaparecido. Ni su vestido ni sus uñas cuidadas presentaban daños, aunque su cuerpo mostraba numerosos hematomas que, según el forense, habían sido infligidos antes de la muerte, aparentemente por otra persona. El cuerpo fue identificado por su padrastro, Stanley, esa misma tarde.
La autopsia determinó que había muerto ahogada y que su cuerpo había permanecido en el agua durante al menos cuarenta y ocho horas, lo que sugiere que murió la noche del viernes 5 de junio o la madrugada del sábado 6 de junio. El tiempo que pasó en el agua y la hora estimada de su muerte serían posteriormente cuestionados por otro experto, que había tratado casos de ahogamiento en la zona de Long Beach durante muchos años y creía que había estado en el agua menos de diez horas, lo que significaba que había muerto a última hora del domingo 7 de junio o en la madrugada del 8 de junio, y que probablemente se había ahogado cerca de la playa donde fue encontrada. Los pulmones de Faithfull contenían una gran cantidad de arena, lo que más tarde se interpretó como indicativo de que se ahogó en aguas poco profundas cerca de la orilla, en lugar de más lejos en el mar.
La autopsia también reveló que había comido una gran cantidad de carne, patatas, champiñones y fruta entre tres y cuatro horas antes de su muerte, pero que no había bebido alcohol durante las 36 horas previas a su muerte. Su hígado contenía un alto nivel de una droga inicialmente identificada como el barbitúrico Veronal, un sedante que compraba y consumía con frecuencia. Antes de su muerte, había tomado una dosis lo suficientemente grande como para provocarle estupor o semiestupor, pero no lo suficientemente grande como para matarla.
Una carta de un toxicólogo y otras pruebas sugirieron más tarde que podría haber tomado un fármaco similar pero más fuerte, como Luminal o Allonal, lo que habría aumentado su estupor. El informe médico inicialmente afirmaba que Faithfull había sido violada; un segundo informe descartó la violación, pero afirmó que había mantenido relaciones sexuales poco antes de su muerte.

## Investigación
La muerte de Faithfull se investigó inicialmente como un homicidio. Con nuevas pruebas, los investigadores llegaron a la conclusión de que había muerto por suicidio o había sufrido un accidente mortal, causado por saltar o caer por la borda de un barco. Los Faithfull insistieron en que su muerte había sido un homicidio y acusaron a Peters de haberla asesinado; revelaron sus acusaciones a los medios de comunicación. Al hacerlo, se convirtieron en sospechosos por no cooperar plenamente con la policía y por tener un motivo económico para acusar a Peters, de cuyo dinero habían estado viviendo durante años. El caso se cerró finalmente sin llegar a ninguna conclusión sobre si la muerte de Faithfull fue un homicidio, un suicidio o un accidente.

### Investigación por homicidio
La investigación sobre la muerte de Faithfull fue dirigida por el inspector de policía del condado de Nassau Harold King, el fiscal de dicho condado, Elvin Edwards, y el asistente de este último, Martin Littleton Jr. Tras identificar el cadáver de su hijastra, Stanley dijo a King y Littleton que creía que Peters había ordenado su asesinato para evitar que revelara los abusos sexuales que había sufrido en el pasado. También declaró a la prensa que creía que su hijastra había sido asesinada, pero en un principio no reveló el nombre de Peters. Stanley finalmente les dijo que Faithfull había sido «corrompida» de niña por un amigo mayor y rico de la familia, cuyo nombre no reveló, que más tarde había pagado una indemnización.
El artista londinense Rudolph Haybrook, amigo íntimo de Faithfull, también fue citado en la prensa diciendo que la habían asesinado para impedir que testificara en una próxima demanda de 25 000 dólares.
Aunque King pensaba que la muerte era probablemente un suicidio, incluso después de escuchar la historia de Stanley, Edwards estaba convencido de que se trataba de un asesinato. Siguiendo sus instrucciones, los investigadores comenzaron a examinar la muerte como un homicidio, y Edwards viajó a Boston y anunció que esperaba acusar a dos hombres anónimos por su muerte, uno de los cuales, según dijo, «desempeñaba un papel importante en los círculos políticos de Nueva York». En ese momento, Peters estaba ayudando a organizar la primera campaña presidencial de su amigo, el gobernador de Nueva York, Franklin D. Roosevelt.
El cuerpo de Faithfull iba a ser incinerado el 11 de junio, pero Edwards ordenó que se detuviera la incineración en el último momento para poder convocar a un gran jurado que investigara su muerte. En un registro policial del apartamento de la familia Faithfull se encontró el diario de la mujer fallecida, a pesar de las afirmaciones de Stanley de que no existía ningún diario y/o que había sido destruido. El diario, que Faithfull llamaba su «Libro de recuerdos» o «Mem Book», contenía detalles explícitos de sus aventuras con diecinueve hombres identificados por sus iniciales.
Aunque gran parte del diario se consideró demasiado atrevido para ser publicado, parte de su contenido apareció en los periódicos. Se pensó que las iniciales «AJP» que aparecían en algunas entradas del diario se referían a Peters. Cuando los periódicos comenzaron a relacionar a Peters con el caso, este emitió un comunicado a través de su abogado en el que negaba haber tenido «relaciones inapropiadas» con Faithfull. Afirmó que no tenía ninguna prueba relacionada con su muerte y que no había visto a ningún miembro de la familia Faithfull en cinco años. Peters fue interrogado formalmente por los investigadores en el otoño de 1931, pero siguió negando cualquier implicación.
Inicialmente, los investigadores pensaron que Faithfull había sido empujada desde el Mauretania o secuestrada de ese barco y trasladada a una embarcación, desde la que fue empujada al agua. Más tarde, la gran cantidad de arena encontrada en sus pulmones, junto con los hematomas en la parte superior del cuerpo, les llevó a creer que la habían ahogado en las aguas arenosas cercanas a la costa, manteniéndola sumergida a la fuerza, quizás cerca del lugar donde fue encontrada, en lugar de haber sido empujada desde un barco a varias millas de la costa y que su cuerpo hubiera sido arrastrado hasta la orilla. Recopilaron información de la Guardia Costera de los Estados Unidos sobre las mareas y las corrientes cerca de Long Beach, en un intento por determinar cómo podría haber llegado el cuerpo de Faithfull a la playa, pero los resultados de esta investigación nunca se publicaron.
El hombre llamado «Brucie», mencionado por el taxista Edelman, se pensó en un primer momento que era el actor «Bruce Winston», a quien Faithfull había dicho que había conocido en la fiesta de Cerf. Los intentos por localizar al «Bruce Winston» y al «Jack Greenaway» supuestamente mencionados por Faithfull resultaron infructuosos. Se encontró a un actor británico de edad avanzada llamado Bruce Winston, pero no había estado en Estados Unidos desde febrero y había pasado las últimas semanas actuando en una obra de teatro en Londres. Los investigadores buscaron entonces a un gánster de Chicago llamado Ernest Blue, alias Richard Bruce.
Finalmente, se localizó en Londres a un conocido de Faithfull llamado David «Bruce» Blue, quien afirmó que había estado con ella en el Mauretania el 5 de junio.
Se hicieron esfuerzos para localizar al taxista que recogió a Faithfull cerca del muelle 56 después de las 22 horas del 5 de junio. A pesar de que se ofreció una importante recompensa por cualquier información sobre la ruta y el destino de Faithfull esa noche, ningún taxista se presentó. Se especuló con que había sido secuestrada por un taxista o por alguien que se hacía pasar por taxista y que posiblemente estuviera bajo el control de mafiosos. Aunque Edwards y Littleton continuaron investigando la muerte como un posible homicidio hasta diciembre de 1931, incluyendo el interrogatorio de Peters, no pudieron reunir pruebas suficientes para obtener acusaciones formales o demostrar de otro modo la teoría del homicidio.

### Investigación por suicidio y accidente
Mientras los investigadores seguían la pista de la teoría del homicidio, Carr, que había llegado a Londres en el Franconia, recibió tres cartas que Faithfull le había escrito con fecha del 30 de mayo, 2 de junio y 4 de junio de 1931. Él mismo llevó las cartas a Estados Unidos y las entregó a los investigadores alrededor del 23 de junio, siendo también interrogado por la policía en ese momento. The New York Times publicó el texto completo de las cartas el 22 y el 24 de junio.
En la primera carta, fechada el 30 de mayo, Faithfull escribió:

Voy a poner fin (ahora definitivamente, lo he estado pensando durante mucho tiempo) a mi existencia inútil, desordenada y aburrida, antes de arruinar también la vida de alguien más. Sin duda, lo he convertido todo en un desastre sórdido y sin futuro... Lo odio todo, la vida es horrible... Estoy loca y enloquecida por ti... Por extraño que parezca, ahora que sé que pronto todo terminará, siento más paz o como quieras llamarlo. Imagino que la media hora antes de morir será bastante dichosa.

Pero terminó la carta pidiendo a Carr que fuera a verla la próxima vez que estuviera en Nueva York, lo que llevó a algunos a cuestionar las verdaderas intenciones de Faithfull. En la segunda carta se disculpaba por el incidente del 29 de mayo a bordo del Franconia en Nueva York.
En la tercera carta, escrita el día antes de su desaparición, Faithfull expresaba con detalle su intención y sus planes de suicidarse porque no podía soportar su amor no correspondido por Carr. La carta comenzaba así:

Ahora todo se ha acabado para mí. Esto es algo que voy a llevar a cabo. Lo único que me preocupa, lo único que me aterra, es que me burlen y me impidan hacerlo, que es lo único que puedo hacer. Si uno quiere salirse con la suya en un asesinato, tiene que mantener la cabeza fría. Lo mismo ocurre con el suicidio. Si no tengo cuidado, me despertaré en un pabellón psiquiátrico, pero esta vez tengo la intención de tener cuidado y lograr mi objetivo.

La carta continuaba hablando de cómo llevaría a cabo su suicidio, «sin éter, sin alonales ni saltos por la ventana», y de cómo pasaría sus últimas horas, incluyendo «una deliciosa comida», escuchar «buena música», beber «lentamente, siendo consciente de cada segundo», disfrutar de «un último cigarrillo» y «animar» a los hombres que coqueteaban con ella en la calle: «no me importa quiénes sean». Escribió: «Es una vida estupenda cuando uno tiene veinticuatro horas para vivir». (Una noticia anterior de Associated Press, publicada antes de que Carr entregara las cartas, afirmaba que una de ellas contenía la frase: «Cuando recibas esto, estaré muerta». Según un relato posterior del New York Daily News, la declaración era «cuando recibas esta carta, me habré suicidado ahogándome». Pero esta declaración no figura en ninguna de las cartas publicadas en junio de 1931.
Las cartas planteaban la posibilidad de que Faithfull se hubiera quitado la vida escondiéndose a bordo de uno de los barcos atracados en el puerto de Nueva York el 5 de junio hasta que este zarpó y, tras tomar una gran dosis de sedantes, se hubiera tirado por la borda cuando el barco pasaba al sur de Long Beach a última hora del 5 de junio o a primera hora del 6 de junio. Su cuerpo acabó apareciendo en la costa. Por otra parte, se pensó que Faithfull podría haberse escondido y luego haber caído accidentalmente por la borda bajo los efectos del sedante. Tras la divulgación de las cartas, muchas personas, entre ellas el inspector King (que al principio de la investigación había adoptado la postura de que la muerte era probablemente un suicidio o un accidente), pensaron que Faithfull había muerto por suicidio.
Stanley siguió insistiendo en que su hijastra había sido asesinada, alegando que las cartas eran falsificaciones. Presentó a su propio experto en caligrafía para que testificara ante el gran jurado en un intento de refutar las conclusiones del experto del condado de Nassau de que eran auténticas. Edwards y Littleton también seguían creyendo que la joven había sido asesinada y continuaron su investigación durante varios meses más. Edwards pensaba que ella no habría sido capaz de suicidarse bajo los efectos de tanta veronal.
Littleton acabó creyendo en la teoría del suicidio tras entrevistar a Roberts en diciembre de 1931, cerca del final de la investigación. Basándose en su información sobre haber pasado la noche con Faithfull en el Carmania y luego haberla subido a un taxi para ir a una fiesta a bordo del Île de France, Littleton concluyó que probablemente se había escondido en el Île de France y luego se había tirado por la borda después de que zarpara. Littleton desmintió en el Times una noticia de la agencia International News Service que afirmaba que había localizado a un testigo que vio a Faithfull saltar desde un barco.
Posteriormente, los analistas criminales han cuestionado la conclusión de que se tratara de un suicidio. El autor estadounidense de libros sobre crímenes reales Jay Robert Nash escribió en su libro Open Files: A Narrative Encyclopedia of the World's Greatest Unsolved Crimes (1983) que no había pruebas de que Faithfull hubiera estado a bordo del Île de France y que había pocas pruebas de que se hubiera suicidado, en comparación con las numerosas pruebas que apuntaban a que su muerte había sido un homicidio. Goodman, en su libro The Passing of Starr Faithfull (1990), afirmó que ella no pudo haber subido a bordo del Île de France porque este zarpó a las diez de la noche, mientras ella todavía estaba visitando a Roberts. Además, estaba atracado tan cerca del Carmania que ella no habría tomado un taxi para llegar hasta él. 
Goodman también concluyó que no se cayó por la borda de ninguno de los otros barcos que zarparon el 5 o el 6 de junio porque, entre otras cosas, no habría tenido tiempo ni ganas de consumir su última comida tan copiosa tan poco después de haber comido algo ligero y diferente con Roberts; su conversación con Roberts indicaba que no tenía barbitúricos ni dinero para comprarlos el 5 de junio; y se la había visto ebria tanto el 4 como el 5 de junio, contrariamente a lo que reveló la autopsia, que determinó que no había consumido alcohol durante las 36 horas previas a su muerte. Esto sugiere que no murió hasta el 7 de junio o la madrugada del 8 de junio. Ni su vestido de seda ni sus medias de seda mostraban los daños que cabría esperar tras haber pasado 48 horas en el agua, durante un periodo en el que una tormenta afectaba a la zona.

### Reacción de los Faithfull ante la investigación
Durante el transcurso de la investigación, Edwards y Littleton comenzaron a sospechar de la familia Faithfull y pensaron que estaban ocultando información, que no cooperaban lo suficiente e incluso que podrían estar involucrados en el asesinato. Los periódicos también informaron sobre la aparente necesidad de dinero de la familia y la falta de medios visibles de sustento.
Después de que a finales de junio de 1931 salieran a la luz las pruebas del posible suicidio de Faithfull, se cerraron las actuaciones del gran jurado, sin que se dictaran autos de acusación, y el caso comenzó a desaparecer de los titulares. Stanley, ansioso por mantener el interés de la prensa en la historia, siguió afirmando que su hijastra había sido asesinada por sicarios a sueldo que actuaban en nombre de una persona muy conocida. En julio, alegó «vergonzosa negligencia oficial» por parte de los investigadores del condado de Nassau y afirmó además que Edwards había sido intimidado por personas «demasiado poderosas e influyentes como para que él pudiera enfrentarse a ellas». Edwards negó rotundamente haber sido intimidado y dijo que creía que Faithfull había sido asesinada, pero que no tenía pruebas para demostrarlo. Añadió: «Ni Peters ni nadie más ocupa un puesto tan alto como para que yo no pueda proceder contra ellos».
El 25 de julio, Stanley acusó públicamente a Peters de haber mantenido una relación inapropiada con Faithfull cuando ella tenía 11 años. También reveló el acuerdo original de 1927 entre los Faithfull y Peters, que le eximía de responsabilidad por el abuso de Starr, y su cheque de liquidación por valor de 20 000 dólares. Como consecuencia de su vinculación pública con el caso, Peters sufrió varias crisis nerviosas.
A finales de julio y principios de agosto, se reabrió la investigación del gran jurado para examinar las pruebas aportadas por Stanley de que las cartas de suicidio proporcionadas por Carr eran falsificaciones no escritas por su hijastra. A principios de agosto, el gobernador Roosevelt también revisó el caso para determinar si las autoridades del condado de Nassau habían investigado adecuadamente la muerte. El Daily News, que había estado llevando a cabo su propia investigación, confirmó que los Faithfull tenían problemas económicos y que Stanley había viajado a Boston poco antes de la desaparición de Faithfull para pedir más dinero a Peters. Stanley respondió demandando por difamación al editor del Daily News, al periodista que escribió los artículos y a varios otros periódicos, pero sus demandas fueron finalmente desestimadas.

### Conclusión de la investigación
En octubre de 1931, se informó de que el caso estaba «prácticamente cerrado». Sin embargo, las declaraciones de Roberts sobre su presencia a bordo del Carmania no se obtuvieron hasta los últimos días previstos de la investigación, a principios de diciembre. Más tarde, se celebró una investigación final sobre su muerte. Duró quince minutos y el jurado no llegó a ninguna conclusión. El forense del condado de Nassau, Edward Neu, fue citado diciendo: «Sea cual sea mi decisión, solo será una cuestión de opinión».

### Teorías alternativas
Goodman teorizó que Faithfull fue asesinada por el mafioso de Long Island Vannie Higgins y sus socios. Según su investigación, Higgins se había enterado de que los Faithfull estaban extorsionando a Peters debido al abuso que este había cometido contra su hija en el pasado. Basándose en esta información, Goodman sugirió que Higgins, con el deseo de chantajear a Peters o extorsionarlo para obtener más dinero, secuestró a Faithfull y la llevó a Island Park, donde le proporcionó comida y barbitúricos y la interrogó en un intento por obtener más información que pudiera utilizar contra Peters. Insatisfecho con sus respuestas, la golpeó, causándole numerosos hematomas en el cuerpo. Cuando pareció haber muerto a causa de la paliza, ordenó que su cuerpo fuera arrojado al océano cerca de Long Beach. Sin embargo, ella aún estaba viva cuando entró en el agua y murió ahogada.
Nash y el periodista Morris Markey, que cubrió el caso en 1931 para The New Yorker, teorizaron que, basándose en las pruebas y en el comportamiento pasado de Faithfull, incluido el incidente del hotel que la llevó al Hospital Bellevue, probablemente había sido asesinada en la playa por un hombre desconocido después de que una relación sexual saliera mal. Según esta teoría, Faithfull se marchó con un hombre que había conocido, aparentemente para mantener relaciones sexuales. Una vez en la playa, se quitó la mayor parte de la ropa, pero luego provocó o rechazó mantener sexo hasta que el hombre se enfureció, la golpeó y la ahogó en las aguas poco profundas y la arena cerca de la orilla, posiblemente después de agredirla sexualmente. Goodman reconoció que esta teoría está respaldada por algunos hechos.

## Hechos posteriores
Peters nunca fue procesado por ningún delito relacionado con la muerte de Faithfull. Aunque su reputación personal se vio dañada por el escándalo, siguió conservando cierto estatus político. Fue tesorero de una campaña estatal de Massachusetts contra la acumulación de dinero organizada a petición del presidente Herbert Hoover en 1932, y fue nombrado miembro del Comité Asesor de Massachusetts de la Home Owners' Loan Corporation en 1933. Murió en 1938.
La hermana de Faithfull, Tucker (también conocida como Sylvia), de 19 años, fue citada tras la muerte de Starr diciendo: «No lamento la muerte de Starr. Ella es más feliz. Todos estamos más felices». Según Tucker, su hermana dominaba a la familia, hasta el punto de decidir dónde vivirían, y abofeteaba y pellizcaba físicamente a otros miembros de la familia si no se salía con la suya. Tucker volvió a cambiar su nombre a Wyman antes de casarse. La columnista Dorothy Kilgallen informó de la muerte de Stanley en 1949.
Una noticia de Associated Press de 1946 sobre la muerte del exfiscal Edwards mencionaba el caso Faithfull como uno de los dos casos sin resolver de gran repercusión mediática que había llevado. Más tarde se dijo que los archivos de Edwards sobre el caso habían desaparecido. El expediente policial se conservó y fue revisado por Goodman al escribir su libro de 1990 sobre el caso.
Según Matthew J. Bruccoli, biógrafo de John O'Hara, este tuvo en su poder el diario de Faithfull durante algún tiempo y lo utilizó como material de investigación para escribir su novela de 1935 BUtterfield 8. Algunas fuentes han escrito que la policía perdió o destruyó el diario después de que se cerrara el caso. Un artículo de 2002 en The Baltimore Sun informó de que el diario pudo haber sido entregado finalmente a Peters, quien lo guardó bajo llave en una caja escondida en los paneles de la biblioteca de su casa de Boston, donde más tarde fue encontrado por los nuevos propietarios de la casa. Sin embargo, en 2002 se desconocía su paradero.